# چشمه آبگرم نیان
چشمه آبگرم نیان یکی از نقاط دیدنی استان هرمزگان در جنوب ایران است.
این چشمه آب گرم در مسیرجاده بندرعباس، سرخان، قلعه قاضی، کشکو و نیان قراردارد. فاصله مظهر چشمه نیاز ۳ کیلومتر است که این مسیر را میباست پیاده طی نمود. آب چشمه از شکاف سنگ‌های آهکی از زمین هارج می‌شود و عامل تشکیل آن تکتونیک صفحه‌ای است آب «چشمه نیان» در ردیف آب‌های سولفات، کلسیم همراه با منزیم زیاد و کلرور و سدیم گرم می‌باشد.